# 忻州市
忻州市（きんしゅう-し）は中華人民共和国山西省北部に位置する地級市。市内岢嵐県に太原衛星発射センターがある。

## 地理
山西省の北部に位置し、大同市、朔州市、陽泉市、太原市、呂梁市、河北省、陝西省、内モンゴル自治区に接する。滹沱河が繁峙県に発し、南へ流れた後に市域を東へ横切り、五台山と恒山の間を通って太行山脈を抜け華北平原へ流れる。

## 歴史
春秋時代は大部分が晋に属し、一部が白狄による肥国が位置していた。戦国時代になり晋が韓、趙、魏に分裂すると趙の版図に組み込まれた。
秦による中国統一が達成すると太原郡・雁門郡・太平郡が設置され、唐代から宋代にうかけては忻州雁門郡、元代から清末までは忻州・代州・保徳州が設置された。民国初期は雁門道の管轄となっている。
2000年6月14日に地級市に昇格し忻州市が誕生した。

## 行政区画
1市轄区・1県級市・12県を管轄する。
- 市轄区：
  - 忻府区
- 県級市：
  - 原平市
- 県：
  - 代県・神池県・五寨県・五台県・偏関県・寧武県・静楽県・繁峙県・河曲県・保徳県・定襄県・岢嵐県

| 忻州市の地図                                                                                    |
| ----------------------------------------------------------------------------------------------- |
| 忻府区 定襄県 五台県 代県 繁峙県 寧武県 静楽県 神池県 五寨県 岢嵐県 河曲県 保徳県 偏関県 原平市 |

### 年表
この節の出典

#### 忻県専区(1949年-1956年)
- 1949年10月1日 - 中華人民共和国山西省忻県専区が成立。忻県・代県・寧武県・静楽県・五台県・定襄県・繁峙県・崞県・陽曲県が発足。(9県)
- 1951年9月 - 陽曲県の一部が太原市四区に編入。(9県)
- 1952年6月17日 - 興県専区興県・五寨県・神池県・河曲県・保徳県・岢嵐県・嵐県・偏関県を編入。(17県)
- 1953年7月21日 - 繁峙県の一部が河北省定県専区阜平県に編入。(17県)
- 1956年5月18日 - 忻県専区が雁北専区と合併し、晋北専区の発足により消滅。

#### 忻県専区(1956年-1958年)
- 1956年6月25日 - 晋北専区忻県・代県・寧武県・静楽県・五台県・定襄県・繁峙県・崞県・陽曲県・興県・五寨県・神池県・河曲県・保徳県・岢嵐県・嵐県・偏関県を編入。忻県専区が成立。(17県)
- 1958年8月29日 - 陽曲県の一部が楡次専区交城県の一部と合併し、太原市河口工鉱区となる。(17県)
- 1958年11月3日 - 忻県専区が雁北専区と合併し、晋北専区の発足により消滅。

#### 忻県地区(1961年-1983年)
- 1961年6月2日 - 晋北専区忻定県・寧武県・静楽県・五台県・繁峙県・原平県・興県・保徳県・河曲県・偏関県・五寨県を編入。忻県専区が成立。(11県)
- 1961年7月9日 (16県)
  - 忻定県が分割され、忻県・定襄県が発足。
  - 五寨県の一部が分立し、岢嵐県・神池県が発足。
  - 静楽県の一部が分立し、嵐県が発足。
  - 繁峙県の一部が分立し、代県が発足。
- 1970年1月11日 - 忻県専区が忻県地区に改称。(16県)
- 1971年4月6日 (14県)
  - 興県・嵐県が呂梁地区に編入。
  - 静楽県の一部が分立し、呂梁地区婁煩県となる。
- 1983年7月28日 - 忻県地区が忻州地区に改称。

#### 忻州地区
- 1983年7月28日 - 忻県地区が忻州地区に改称。(1市13県)
  - 忻県が市制施行し、忻州市となる。
- 1993年6月17日 - 原平県が市制施行し、原平市となる。(2市12県)
- 2000年6月14日 - 忻州地区が地級市の忻州市に昇格。

#### 忻州市
- 2000年6月14日 - 忻州地区が地級市の忻州市に昇格。(1区1市12県)
  - 忻州市が区制施行し、忻府区となる。

## 交通
鉄道
- 同蒲線：忻州駅
- 同蒲線、京原線：原平駅

道路
- 大運高速道路